# 口供
口供（台灣外華語地區法律用語）或自白（中華民國(台灣)法律用語），是犯罪嫌疑人或被告与案情相关的口头陈述（供述）的简称，是刑事訴訟中证据的一种。犯罪嫌疑人承认犯罪事实的供述，对他人的犯罪事实进行的检举揭发以及说明无罪或罪轻的辩解都是口供的组成部分。
口供在歷史上對於刑事訴訟相當重要，中华人民共和国的法律实践中，曾认为口供是“證據之王”。例如中國民間傳說的包青天辦案，總是以讓犯人在衙役謄寫為書面的口供上畫押，才能算是破案。歐洲中世紀的獵巫審判，極盡刑求之能事，也是要從嫌犯口中逼出親口認罪，才能判刑；其理論是，若嫌犯真是被魔鬼附身的巫師，必須用極度的肉體痛苦把魔鬼逼出來、把此人淨化；若嫌犯不是巫師，則上帝會保佑他安然度過種種刑求；然而由於刑訊逼供可能導致的假自白問題，因此有了「自白法則」以減少自白出現問題的可能。

## 自证其罪問題
乍看之下，無辜的人會承認犯下自己未曾犯過的罪是不太可能的，但事實上這經常發生，有相當數量的冤錯假案與假自白有關。清白專案指出，對謀殺和強姦大約25%的錯誤指控都與假自白（false confession）有關。而像是智能不足或患有精神疾病的人，更容易會在警察壓力下供出假自白；假自白方面的專家Saul Kassin指出，年輕人也更容易做出假自白，而做出假自白在遭受壓力、感到疲倦或受創時更容易發生。
在刑訊逼供或使用諸如里德偵訊法（Reid technique）之類較為嚴酷的偵訊方法時，假自白的發生率會更高；而截至2014年為止，里德偵訊法依舊是警察常用的技巧，即使在事實上，用這技巧從嫌疑犯身上能取得的資訊更少，且比起較不具對立性的問訊技巧而言，這技巧產生相對較多假自白和相對較少的真自白也一樣。

### 以武力逼供的傾向
在偵訊時，警察常使用壓迫性的操縱手法以圖取得自白，也就所謂的刑訊逼供。在美國，其中一種壓迫性的手法是1940到50年代發展出來的里德偵訊法。里德偵訊法以其開發者約翰·里德（John Reid）為名，而這種偵訊法仰賴欺騙、壓迫和侵略性對立等手法以確保自白。這方法在美國已成為警察最常用的偵訊法，並使得大量的無辜者做出假自白。

## “零口供”规则
2000年8月，抚顺市人民法院出台《主诉官零口供规则》，该规则主张检察官审理案件时，忽略犯罪嫌疑人声称自己有罪的陈述，依靠证据链来定罪。
针对犯罪嫌疑人拒不认罪的情况，岳塘区检察院以“零口供”案件的标准进行外围取证，对犯罪嫌疑人曾某以涉嫌帮助信息网络犯罪活动罪批准逮捕。

## 各地規定

### 中华人民共和国
中華人民共和国刑事诉讼法规定重证据，重调查研究，不轻信口供，严禁刑讯逼供和以威胁、引诱、欺骗以及其他非法方法收集证据，不得强迫任何人证实自己有罪。并且规定了非法证据排除规则，侦查人员以非法方法收集证据构成犯罪的，依法追究刑事责任。

#### 关于口供的刑事原则
中国刑事诉讼法遵循“尊重和保障人权”和“无罪推定原则”。2012年3月14日十一届全国人大五次会议表决通过关于修改刑事诉讼法的决定，国家主席胡锦涛签署第55号主席令予以公布。关于修改刑事诉讼法的决定自2013年1月1日起施行，刑事诉讼法根据该决定作出了相应修改，并重新公布。修改后的刑事诉讼法，将“尊重和保障人权”明确写入了总则。法律修改内容还涉及证据制度、强制措施、辩护制度、侦查措施、审判程序、执行程序等，并增加规定特别程序。

#### 现行刑诉法的规定
其中，第五十三条规定：对一切案件的判处都要重证据，重调查研究，不轻信口供。只有被告人供述，没有其他证据的，不能认定被告人有罪和处以刑罚；没有被告人供述，证据确实、充分的，可以认定被告人有罪和处以刑罚。
第五十条规定：审判人员、检察人员、侦查人员必须依照法定程序，收集能够证实犯罪嫌疑人、被告人有罪或者无罪、犯罪情节轻重的各种证据。严禁刑讯逼供和以威胁、引诱、欺骗以及其他非法方法收集证据，不得强迫任何人证实自己有罪。必须保证一切与案件有关或者了解案情的公民，有客观地充分地提供证据的条件，除特殊情况外，可以吸收他们协助调查。
第五十四条规定：采用刑讯逼供等非法方法收集的犯罪嫌疑人、被告人供述和采用暴力、威胁等非法方法收集的证人证言、被害人陈述，应当予以排除。收集物证、书证不符合法定程序，可能严重影响司法公正的，应当予以补正或者作出合理解释；不能补正或者作出合理解释的，对该证据应当予以排除。
第五十五条规定：人民检察院接到报案、控告、举报或者发现侦查人员以非法方法收集证据的，应当进行调查核实。对于确有以非法方法收集证据情形的，应当提出纠正意见；构成犯罪的，依法追究刑事责任。

### 中華民國（臺灣）
臺灣《刑事訴訟法》規定，被告自白不得作為有罪判決的唯一證據。當被告提出有刑求疑慮時，必須優先調查刑求是否發生；當被告保持沉默、又無其他證據時，不得以其沉默做出不利推斷（例如認為「若不是你做的為何不敢講？」）。法律設定這樣的限制，其用意在於極力降低自白於刑事爭訟之中的重要性，進一步免除執法人員對被告進行刑求的誘因，將刑事訴訟導向科學辦案、證據辦案，使法院在審理刑事案件時能依靠客觀證據進行判斷，維護司法審判之公正性。上述內涵具體規定於第156條：

「

第二項　被告之自白，不得作為有罪判決之唯一證據，仍應調查其他必要之證據，以察其是否與事實相符。
第三項　被告陳述其自白係出於不正之方法者，應先於其他事證而為調查。該自白如係經檢察官提出者，法院應命檢察官就自白之出於自由意志，指出證明之方法。
第四項　被告未經自白，又無證據，不得僅因其拒絕陳述或保持緘默，而推斷其罪行。」
而《刑事訴訟法》規定，檢察官、警察或法院於訊問被告前應依法告知相關事項，並尊重被告之緘默權及其他權利。具體法律規定於第95條：

「

第一項　訊問被告應先告知下列事項：
一、犯罪嫌疑及所犯所有罪名。罪名經告知後，認為應變更者，應再告知。
二、得保持緘默，無須違背自己之意思而為陳述。
三、得選任辯護人。如為低收入戶、中低收入戶、原住民或其他依法令得請求法律扶助者，得請求之。
四、得請求調查有利之證據。
第二項　無辯護人之被告表示已選任辯護人時，應即停止訊問。但被告同意續行訊問者，不在此限。」

## 脚注
1. ↑  卫跃宁 2002，第3頁.
2. ↑  卫跃宁 2002，第136頁.
3. ↑  卫跃宁 2002，第203頁.
4. ↑  中世紀犯罪博物館
5. ↑  Research Resources （页面存档备份，存于）, Innocence Project.
6. ↑  This psychologist explains why people confess to crimes they didn’t commit （页面存档备份，存于）, Science 13 June 2019
7. ↑  Vrij, Aldert. . Applied Cognitive Psychology. 2019, 33 (2): 160–167  [2022-02-04]. ISSN 1099-0720. doi:10.1002/acp.3457. （原始内容存档于2022-02-04） （英语）.
8. ↑  The Seismic Change in Police Interrogations （页面存档备份，存于）, Marshall Project, 3 July 2017.
9. ↑  卫跃宁 2002，第134頁.
10. ↑  . 检察日报.   [2024-04-25]. （原始内容存档于2024-04-25）.
11. ↑  新华社 2012.
12. ↑  中华人民共和国刑事诉讼法 2012，第五十五条.
13. ↑  中華民國刑事訴訟法 2020，第 156 條.
14. ↑  中華民國刑事訴訟法 2020，第 95 條.